# (85401) Yamatenclub
(85401) Yamatenclub est un astéroïde de la ceinture principale.

## Description
(85401) Yamatenclub est un astéroïde de la ceinture principale. Il fut découvert le 9 octobre 1996 à Nanyo par Tomimaru Okuni. Il présente une orbite caractérisée par un demi-grand axe de 2,53 UA, une excentricité de 0,13 et une inclinaison de 3,5° par rapport à l'écliptique.

## Compléments